# Just Ignaz Imfeld
Johann Just Ignaz Imfeld (* 12. Mai 1691 in Sarnen; † 17. September 1765 ebenda) war Obwaldner Magistrat in verschiedenen einflussreichen Positionen.

## Leben
Imfeld war Sohn des Schulmeisters und Organisten Sebastian Imfeld und von Marie Ursula Imfeld. Sein jüngerer Bruder Anton Sebastian war unter dem Namen Nikolaus II. Imfeld ab 1734 Fürstabt von Einsiedeln. Aus der Ehe Just Ignaz Imfelds mit Marie Cäcilia Imfeld (1768–1766) gingen 18 Kinder hervor.
Von 1727 bis 1737 war Imfeld Landschreiber. 1734 diente er als Hauptmann im Dienste des deutschen Kaisers Karl VI. 1737–1754 war er Landeshauptmann; ferner ab 1737 Tagsatzungsgesandter. 1741–1745 war er Landessäckelmeister. Gemeinsam mit dem Landammann Johann Wolfgang von Flüe war er 1743–1757 Inhaber einer Söldnerkompanie im Dienste Frankreichs. 1746–1748 hatte er das Amt des Landvogts im Rheintal inne. Nach dem Tod Johann Wolfgang von Flües war er politischer Gegner von dessen Söhnen.
In den Jahren 1751, 1755, 1759, 1763 und 1764 regierte er als Landammann in Obwalden. Ab 1754 war er Pannerherr von Ob- und Nidwalden.
Imfeld beteiligte sich an zahlreichen Bauvorhaben als Gestalter, Bauleiter oder Besitzer. So leitete er den Bau der Pfarrkirche St. Peter und Paul in Sarnen, des Alten Kollegiums, des Schützenhauses auf dem Landenberg und den Umbau des Grundacherhauses, in dem er auch wohnte.